# Józef Masny
Józef Masny (ur. 19 lutego 1930 w Pietrzykowicach, zm. 25 grudnia 2003) – polski leśnik i polityk.

## Życiorys
Syn Ludwika i Heleny. W 1950 ukończył technikum rolnicze, a w 1955 Akademię Techniczno-Leśną w Leningradzie. Pracę zawodową rozpoczął w 1955 w Biurze Urządzania Lasów w Brzegu. Od 1950 był działaczem Polskiej Zjednoczonej Partii Robotniczej, w latach 1963–1967 był I sekretarzem Komitetu Powiatowego PZPR w Brzegu. W 1967 został powołany na stanowisko kierownika Wydziału Rolnictwa i Leśnictwa Prezydium Wojewódzkiej Rady Narodowej w Opolu. Następnie był przewodniczącym Prezydium Wojewódzkiej Rady Narodowej, a od grudnia 1973 do kwietnia 1980 był wojewodą opolskim. Od marca do grudnia 1980 przewodniczył opolskiej Wojewódzkiej Radzie Narodowej. W latach 1980–1981 był I sekretarzem Komitetu Wojewódzkiego PZPR w Opolu. W tym samym czasie pełnił funkcję członka Komitetu Centralnego PZPR. Od 30 kwietnia 1981 do 19 lipca 1981 był zastępcą członka Biura Politycznego KC PZPR.
W latach 1980–1985 był posłem na Sejm VIII kadencji.
Pochowany na cmentarzu komunalnym w Opolu.

## Odznaczenia
- Krzyż Kawalerski Orderu Odrodzenia Polski
- Srebrny Krzyż Zasługi